# Solonetz

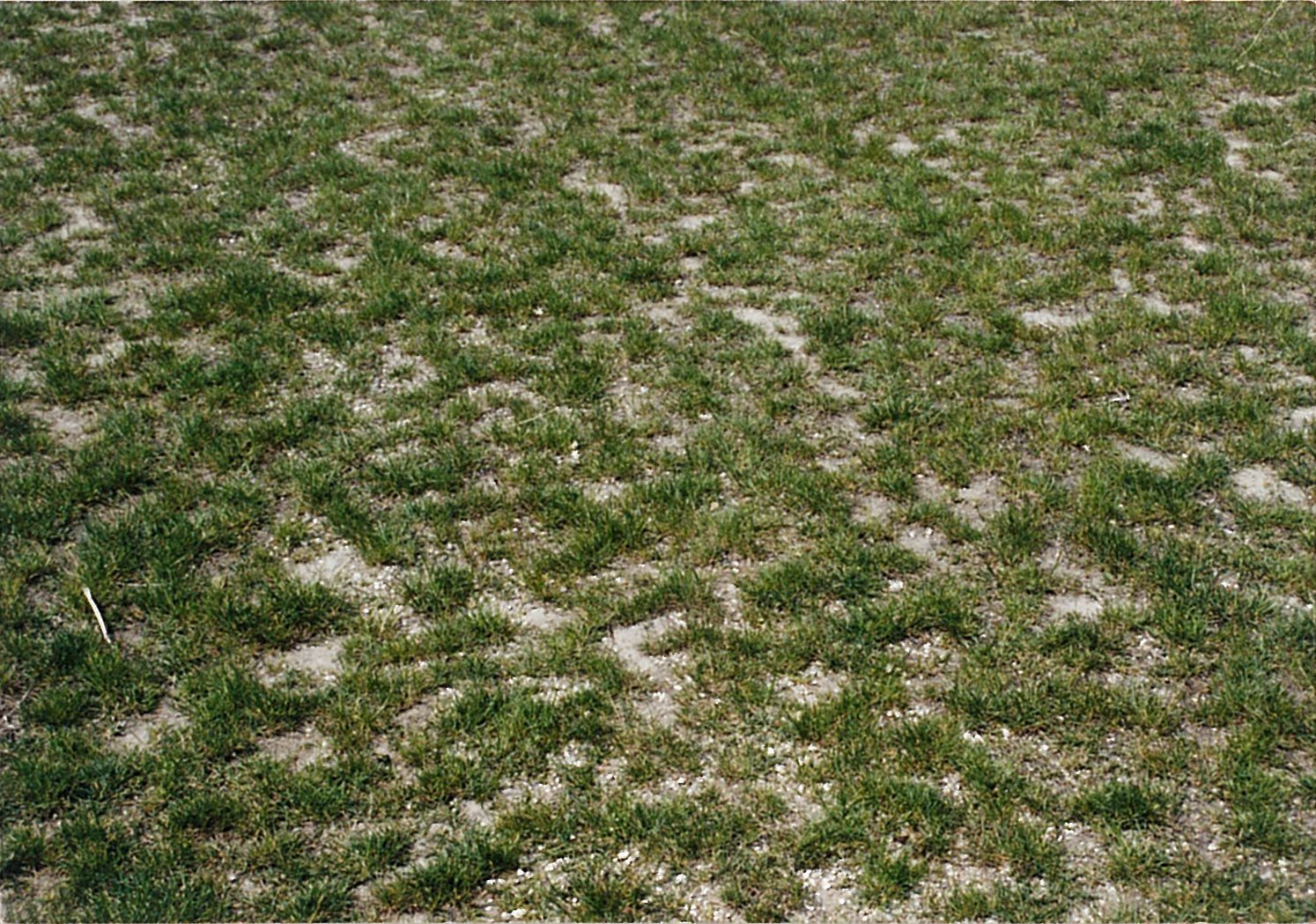
Vegetació en un sòl solonetz

Solonetz és un tipus de sòl que pertany a la classificació Base de Referència Mundial pels Recursos del Sòl. En la classificació dels Estats Units (USA soil taxonomy) els solonetz corresponen a aridisols i mol·lisols rics en sodi.
El nom prové del rus:Солонец (soloniets) i de l'ucraïnès: Солоне́ць (solonets)
És un sòl format per l'acció de la sal (com també el Solontxac). Té un perfil amb tres horitzons (A, B i C). L'horitzó superior conté sodi i el B és argilós. L'estructura és compacta i degradada.
Hi ha sòls solonetz en zones àrides i subàrides (de 100 a 600 mm de pluja anual) subboreals, tropicals i subtropicals. Les zones amb solonetz estan associades a gleys, solontxacs i kastanozems.
La vegetació la conforma una fitocenosi específica del sòls tipus solonetz amb plantes d'arrels profundes.